# (3444) Stepanian
(3444) Stepanian est un astéroïde de la ceinture principale.

## Description
(3444) Stepanian est un astéroïde de la ceinture principale. Il fut découvert le 7 septembre 1980 à Naoutchnyï par Nikolaï Tchernykh. Il présente une orbite caractérisée par un demi-grand axe de 2,55 UA, une excentricité de 0,26 et une inclinaison de 6,5° par rapport à l'écliptique.

## Compléments